# Hermann Naiwinx

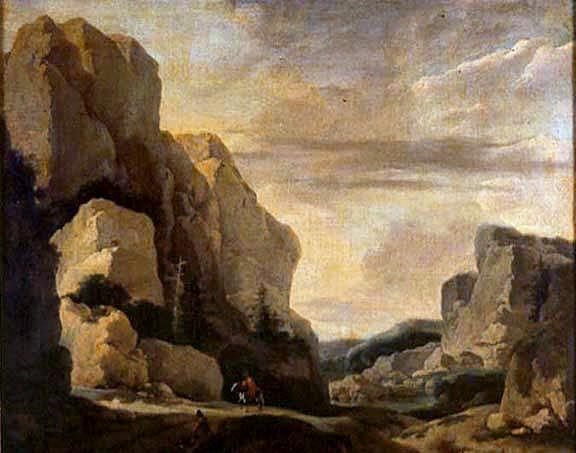
Paisagem com duas figuras, sem data. Pintura de Naiwinx. Acervo da Fundação Eva Klabin, Rio de Janeiro.

Hermann Naiwinx (Utrecht ou Schoonhoven, c. 1620/1624 - ?, c. 1651/1654) foi um pintor e gravador do barroco holandês. Seu nome também é grafado como Herman, Hendrik ou Hendrick, e o sobrenome Naiwinck, Naeuwincz ou Naeuwincx. É por vezes identificado como um artista flamengo.
Sua biografia é obscura. Nascido provavelmente em Utrecht na primeira metade da década de 1620, Hermann Naiwinx specializou-se na pintura de paisagem, emulando o estilo de Anthonie Waterloo. Pintou bosques e paisagens montanhosas, cenas de vilarejos e fortalezas. Segundo Balkema, para quem o pintor seria originário de Schoonhoven, Jan Asselyn teria sido um de seus colaboradores, executando as figuras humanas e animais em suas composições.
Naiwinx, entretanto, é mais conhecido por sua atividade como gravador, tendo produzido águas-fortes admiráveis pela liberdade compositiva e originalidade. Em seu corpus de obras, destacam-se duas séries de paisagens gravadas, compostas por oito peças numeradas cada - sendo a primeira peça da primeira série assinada na matriz com a inscrição "H. Naiwinck, fe. et inv.". Conforme Bartsch, a identificação do nome de batismo do pintor é meramente conjectural, baseada tão somente na interpretação pessoal do significado da letra "H." que precede o sobrenome da família em todos os registros históricos da existência do artista.